# Hjärtsjön (Granhults socken, Småland)
Hjärtsjön är en sjö i Uppvidinge kommun i Småland och ingår i Alsteråns huvudavrinningsområde. Sjön är 6,5 meter djup, har en yta på 1,28 kvadratkilometer och är belägen 274 meter över havet. Sjön avvattnas av vattendraget Dammån. Vid provfiske har abborre och gädda fångats i sjön.

## Delavrinningsområde
Hjärtsjön ingår i det delavrinningsområde (632504-146668) som SMHI kallar för Utloppet av Hjärtsjön. Medelhöjden är 283 meter över havet och ytan är 6,93 kvadratkilometer. Det finns inga avrinningsområden uppströms utan avrinningsområdet är högsta punkten. Dammån som avvattnar avrinningsområdet har biflödesordning 2, vilket innebär att vattnet flödar genom totalt 2 vattendrag innan det når havet efter 122 kilometer. Avrinningsområdet består mestadels av skog (71 procent). Avrinningsområdet har 1,28 kvadratkilometer vattenytor vilket ger det en sjöprocent på 18,5 procent.